# Cachalot nain
Pour les articles homonymes, voir Cachalot (homonymie).
Kogia sima
Espèce
Répartition géographique
Statut de conservation UICN

 LC  : Préoccupation mineure
Statut CITES
Le Cachalot nain (Kogia sima) est une espèce de mammifère marin du sous-ordre Odontoceti.

## Caractéristiques
- Taille :
  - Adulte : jusqu'à 3 m de long.
  - À la naissance : 1 m.
- Masse : jusqu'à 400 kg.

Comparaison de taille entre un
cachalot nain et un être humain moyen.

- Régime alimentaire : céphalopodes (pieuvres, calmars, seiches...) et poulpes benthiques, poissons, invertébrés, qu'il pêche jusqu'à 250 mètres de profondeur.
- Habitat : haute mer.
- Aire de répartition : eaux tropicales à tempérées de tous les océans.
- Statut : commun localement.

## Habitat, description
Dans le golfe de Californie au large du Mexique, dans les Caraïbes, vers le détroit de Tañon aux Philippines, les circuits d'observation croisent régulièrement cette espèce peu connue, de la taille d'un dauphin. Bien difficile en effet, dans les eaux des Caraïbes, de faire la différence entre le cachalot nain et le cachalot pygmée, son proche parent. On peut cependant remarquer que la tête du cachalot nain est plus arrondie. ll fréquente également les eaux de l'Océan Indien autour de la Réunion.
La distinction établie entre les deux espèces remonte à 1996.
Dans leur élément, ou échoués sur les plages, ces cétacés présentent une tête semblable à celle du requin. Le cachalot nain, légèrement plus petit que son congénère, arbore un aileron dorsal plus développé et plus saillant, à l'image de celui du grand dauphin. Un simple coup d'œil à la tête suffit à le différencier de ce dernier.
Au repos et en surface, la ligne de flottaison du cachalot nain est bien plus basse que celle du cachalot pygmée. Nageur relativement lent (en moyenne 7 km/h), le cachalot nain s'enfonce simplement dans l'eau plutôt qu'il ne plonge. Ce voyageur généralement solitaire, ou accompagné, se déplace parfois en bande de dix individus.
La maturité sexuelle apparaît vers 2 ans. La gestation dure de 9 à 11 mois et le petit est sevré entre 6 mois et 1 ans.